# Maria Antonia von Branconi

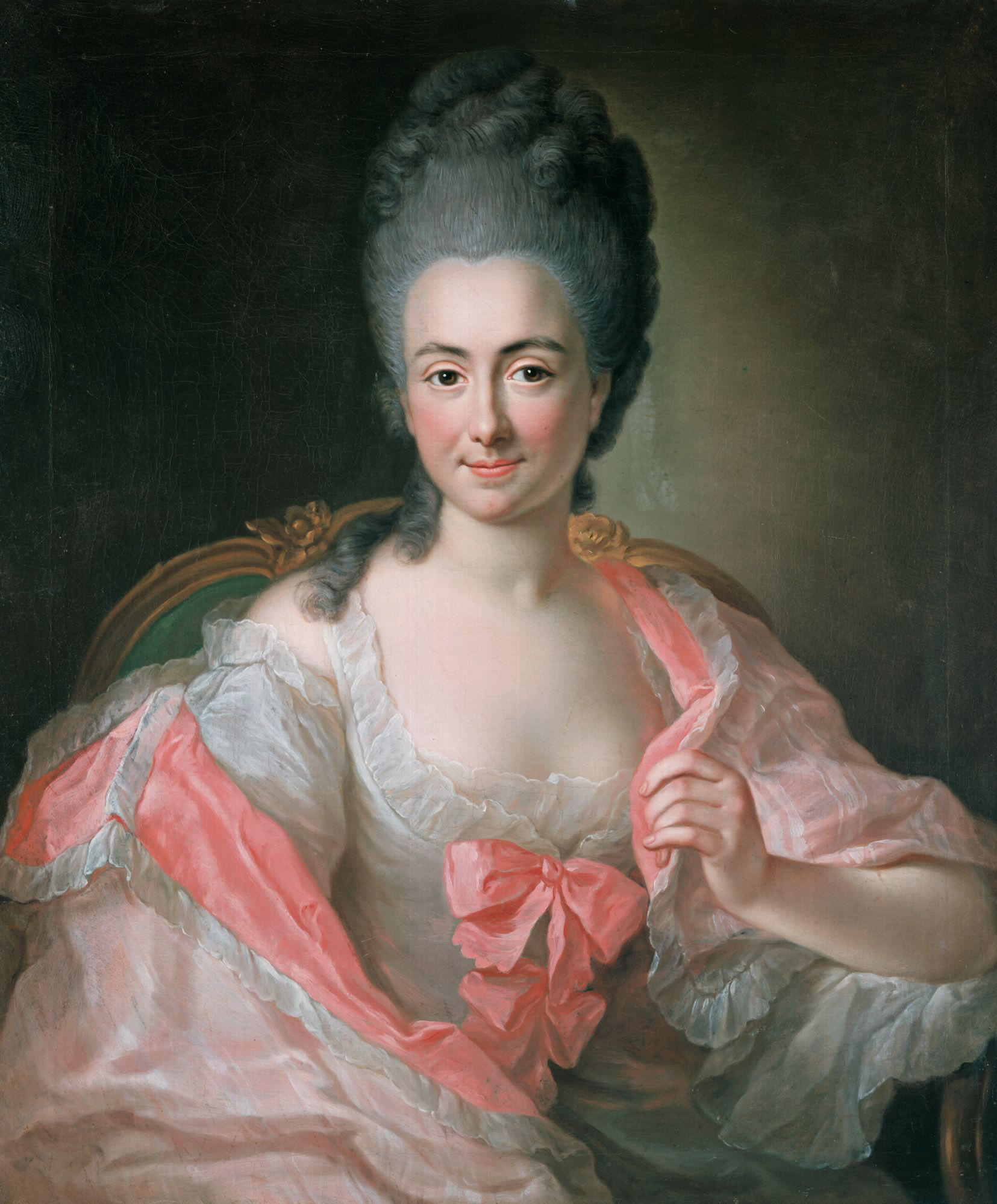
Maria Antonia von Branconi 1770 (Gemälde von Anna Rosina de Gasc)

Maria Antonia von Branconi, geb. von Elsener (* 27. Oktober 1746 in Genua; † 7. Juli 1793 in Abano) war Mätresse des Erbprinzen Karl Wilhelm Ferdinand von Braunschweig, Freundin von Johann Wolfgang von Goethe und Besitzerin mehrerer Güter, darunter Langenstein. Die Branconi galt zu ihrer Zeit als schönste Frau Deutschlands.

## Leben
Die Tochter deutsch-italienischer Eltern wuchs in Neapel auf. Im Alter von 12 Jahren wurde sie mit J. J. Francesco Pessina de Branconi († 21. Oktober 1766 in Rosarno, Provinz Reggio Calabria) verheiratet, einem Beamten der königlich neapolitanischen Generalpachtungen. Im Alter von 20 Jahren war sie bereits Witwe und Mutter eines Sohnes und einer Tochter. Einen Monat später, im November 1766 lernte sie den Braunschweiger Thronfolger Karl Wilhelm Ferdinand (1735–1806) kennen, der sich nach seiner Heirat im Jahre 1764 auf ausgedehnten Studienreisen durch Europa befand.

### Herzogliche Mätresse in Braunschweig
Sie ging mit dem braunschweigischen Erbprinzen als dessen offizielle Mätresse nach Braunschweig. Der gemeinsame Sohn Karl Anton Ferdinand (1767–1794) wurde am 29. Dezember 1767 geboren und in der Andreaskirche protestantisch getauft. Der als Taufzeuge fungierende Großvater Herzog Karl I. setzte sich für die Erhebung des unehelichen Kindes als Graf Forstenburg in den Reichsgrafenstand ein. Die Erziehung übernahm der Gelehrte Johann Joachim Eschenburg.

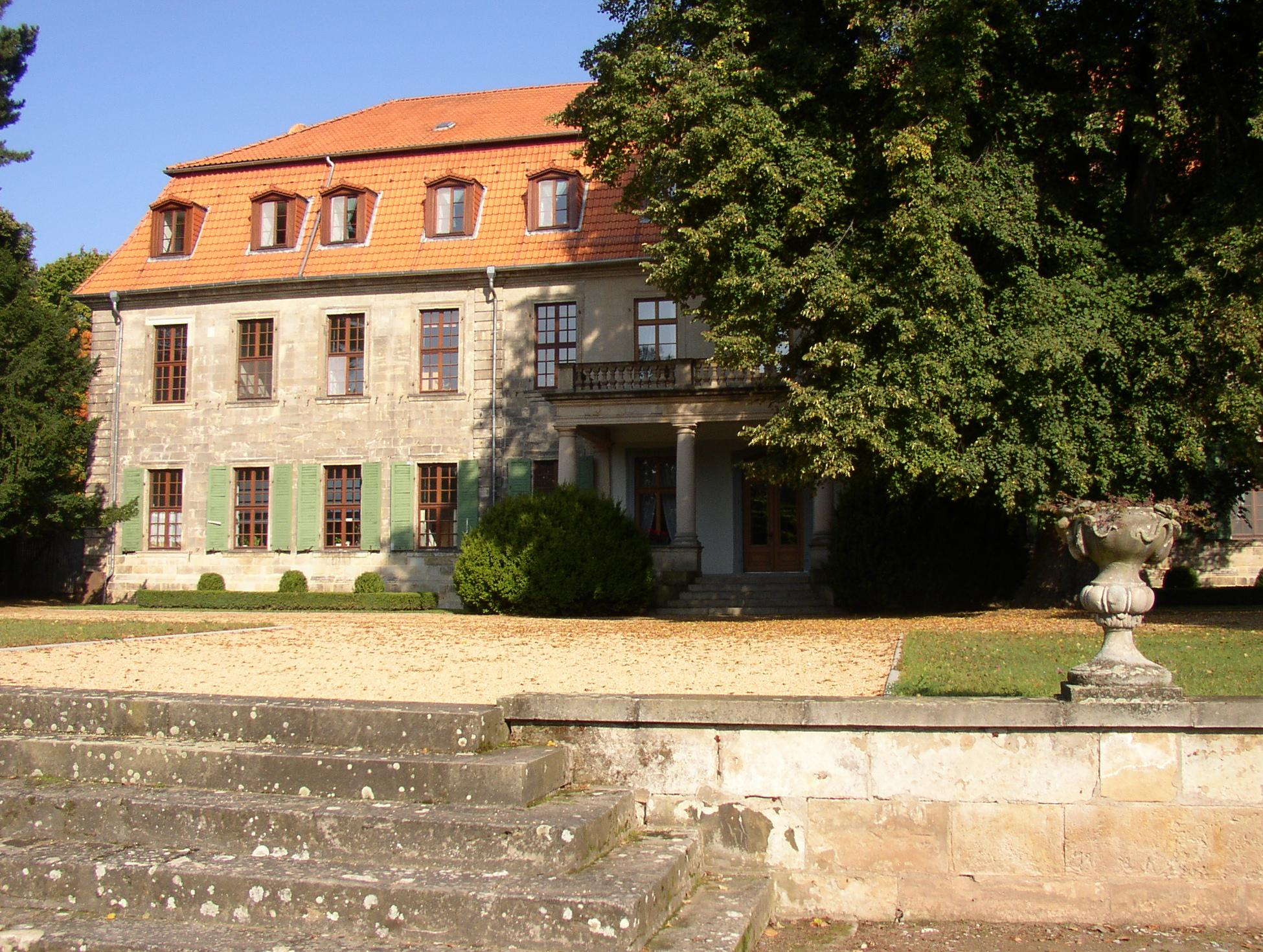
Schloss Langenstein

Branconi besaß ein Palais in der Braunschweiger Wilhelmstraße, das einen gesellschaftlichen Treffpunkt darstellte. Im Jahre 1776 kaufte sie Gut Langenstein im Kreis Halberstadt. Sie wurde 1774 gemeinsam mit ihren beiden Kindern aus der Ehe mit Branconi durch Kaiser Joseph II. geadelt. Der Bruch mit dem Erbprinzen erfolgte 1777, welcher Luise von Hertefeld zu seiner neuen Mätresse machte.

### Wohnortwechsel und Reisen
Branconi zog 1777 nach Langenstein und unternahm mehrere Reisen in die Schweiz und nach Frankreich, auf denen sie von ihrem Sekretär und Haushofmeister Carl Johann Conrad Michael Matthaei (eigentl. Samson Geithel) begleitet wurde. Sie kaufte 1786 das Landgut Chanet in der Nähe von  Neuchâtel. Sie lebte von 1787 bis 1791 in Paris und hielt sich 1790 letztmals in Langenstein auf. Aus einer weiteren Beziehung entstammte ein 1788 geborener Sohn namens Jules Adolph Marie.

### Letzte Lebensjahre
Bereits in angeschlagener gesundheitlicher Verfassung siedelte Branconi Ende des Jahres 1791 nach Frankfurt am Main um.
Zur Linderung ihrer gesundheitlichen Beschwerden unternahm sie mehrere Badereisen, wobei sie das Pseudonym „Frau von Hoppelberg“ verwendete. In dieser Zeit schrieb sie ihr Testament und begann mit der Suche nach einer Adoptivmutter für ihren jüngsten Sohn. Nach einer schweren Krankheit starb Frau von Branconi 1793 während einer Kur in Abano.
Ihr ältester Sohn wurde nach der Gründung der preußischen Provinz Sachsen Landrat des Kreises Osterwieck.

### Bekanntschaft mit Geistesgrößen
Während ihres Aufenthaltes in Braunschweig lernte Branconi mehrere der am dortigen Collegium Carolinum lehrenden Professoren kennen, darunter Johann Joachim Eschenburg und Johann Arnold Ebert. Sie hatte 1773/74 in Halberstadt Kontakt mit dem Dichter Johann Wilhelm Ludwig Gleim, gegen den sie später wegen strittiger Jagdrechte vor Gericht prozessierte. In Aachen begegnete sie 1774 der Schriftstellerin Sophie von La Roche. Auf einer Schweizreise lernte sie 1779 in Zürich den Philosophen und Schriftsteller Johann Caspar Lavater und darauf in Lausanne J. W. von Goethe kennen. Dieser war von ihrer Schönheit und ihrem Geist fasziniert. Auf ihren Besuch 1780 in Weimar folgten zwei Gegenbesuche Goethes 1783 und 1784 in Langenstein. Er führte einen Briefwechsel mit ihr und schickte ihr Manuskripte seiner Werke, so „Iphigenie auf Tauris“ und „Wilhelm Meister“, zu. Die Aussage, dass Branconi als Vorbild für die Gräfin Orsina in Lessings „Emilia Galotti“ diente, ist nicht belegbar.
König Friedrich II. von Preußen wollte wissen, „wer eigentlich die von Branconi geb. von Elsner ist? auch ob und aus welchem auswärtigen Land, Sie Sich, mit dem angegebenen ansehnlichem Vermögen, in dero dortigen Fürstenthum, ansäßig gemacht hat?“. Daraufhin versicherte sie am 13. Februar 1786 in Neufchâtel, „daß ich von meinen Eltern und Groseltern wegen so wohl Vater als Mutter wegen rechtmäßiger ehelicher Abkunft bin.“
Ein von Anna Rosina de Gasc geschaffenes Porträt Branconis befindet sich im Braunschweiger Herzog Anton Ulrich-Museum.

## Familie
Maria Antonia von Branconi hatte aus ihrer Ehe mit Johannes Josephus Franciscus Pessina de Branconi zwei Kinder. Sohn Antonio Francesco Salvatore Pessina de Branconi (* 1762; † 20. Mai 1827) wurde Domherr in Halberstadt, preußischer Kammerherr, Landrat des Kreises Osterwieck und Bürgermeister. Tochter Anna Maria Antonia Rosa Pessina (* 1764) hat später Johann Friedrich Bernhard von Lebbin († 1837) geheiratet und wurde Mutter von Karl von Lebbin.
Dazu kommt ein außerehelicher Sohn mit Karl Wilhelm Ferdinand von Braunschweig namens Karl Anton Ferdinand Graf von Forstenburg (* 29. Dezember 1767; † 24. September 1794 in Frankfurt am Main). Dieser Sohn war Oberstleutnant im Stab von Hohenlohe. Er starb an Verwundungen, die er sich in der Schlacht von Kaiserslautern am 21. September zugezogen hatte. Er war dort Flügeladjutant von Generalleutnant von Hohenlohe. Karl Anton Ferdinand wurde 1770 als Graf von Forstenburg geadelt.
Zwischen 1787 und 1788 begann Branconi eine Beziehung mit einem weitestgehend unbekannten Mann namens Vincent, welche von ihren Mitmenschen größtenteils negativ bewertet wurde. Aus dieser Beziehung entsprang ihr letztes Kind, ein Sohn namens Jules Adolph Marie († 30. August 1862), der nach ihrem Tod von einer Adoptivmutter in Berlin aufgezogen wurde und später als Stallmeister beim Großherzog Georg von Mecklenburg arbeitete.
Maria Antonia Pessina de Branconi und ihre ehelichen Kinder wurden 1774 in den rittermäßigen Reichsadelsstand mit deutscher Namensführung „von Branconi“ aufgenommen.

### Branconi-Zimmer auf Schloss Wernigerode
Im als Museum genutzten Schloss Wernigerode wurde am 19. Juli 2011 ein sogenanntes Branconi-Zimmer eingeweiht, das neben ihrem Porträt Möbel aus ihrem Besitz zeigt, die sich bis zur Enteignung durch die Bodenreform 1945 im Schloss Langenstein befunden haben. Eine persönliche Beziehung von Maria Antonia von Branconi zu Wernigerode und den dort regierenden Grafen zu Stolberg ist nicht nachweisbar.